# Ohara Koson
Ohara Koson, (Japans: 小原古邨) (Kanazawa, 9 februari 1877 - Tokio, 4 januari 1945) was een Japans kunstschilder, en prentkunstenaar deel uitmakend van de shin hanga-beweging, gespecialiseerd in kachō-ga.
Koson werd in 1877 als Ohara Matao geboren te Kanazawa in de prefectuur Ishikawa. Er is weinig biografische informatie over hem bekend. Aangenomen wordt dat hij leerde schilderen onder Suzuki Kason (1860-1919) en toen de naam Koson aannam. Koson verhuisde in de jaren 1890 naar Tokio. Hij vertoefde er in artistieke kringen en nam rond de eeuwwisseling met zijn schilderijen aan verscheidene tentoonstellingen deel.
Na de eeuwwisseling geraakte Koson geïnteresseerd in het maken van ukiyo-e-houtsneden, vooral kachō-ga (prenten van bloemen en vogels). Hij maakte ook enkele triptieken over de Russisch-Japanse Oorlog. Koson was zeer productief en zou meer dan vijfhonderd werken, vooral kachō-ga, produceren. Voor de uitgeverij Daikokuya ontwierp hij enkele honderden prenten in het shikishiban- en tanzakuformaat.
Na de grote aardbeving van 1923 was shin hanga-uitgever Watanabe Shōzaburō op zoek naar iemand die zijn vernietigde kachō-ga-drukvormen kon vervangen. In 1926 wierf Watanabe Koson aan. Diens werk werd vervolgens kleurrijker, vooral in het ōbanformaat geproduceerd en was hoofdzakelijk voor de buitenlandse markt bestemd. Koson tekende zijn werk voor Watanabe onder de naam Shōson. Later werkte hij ook nog voor de uitgeverij van Kawaguchi Jirō en tekende dan als Hōson.
Koson stierf in 1945. Zijn werk verdween uit de publieke belangstelling tot het na 2000 in verscheidene tentoonstellingen opdook. Sindsdien wordt hij aanzien als de belangrijkste twintigste-eeuwse kachō-ga-kunstenaar. Onder meer het Rijksmuseum Amsterdam heeft heel wat werk van Koson in bezit.

## Galerij

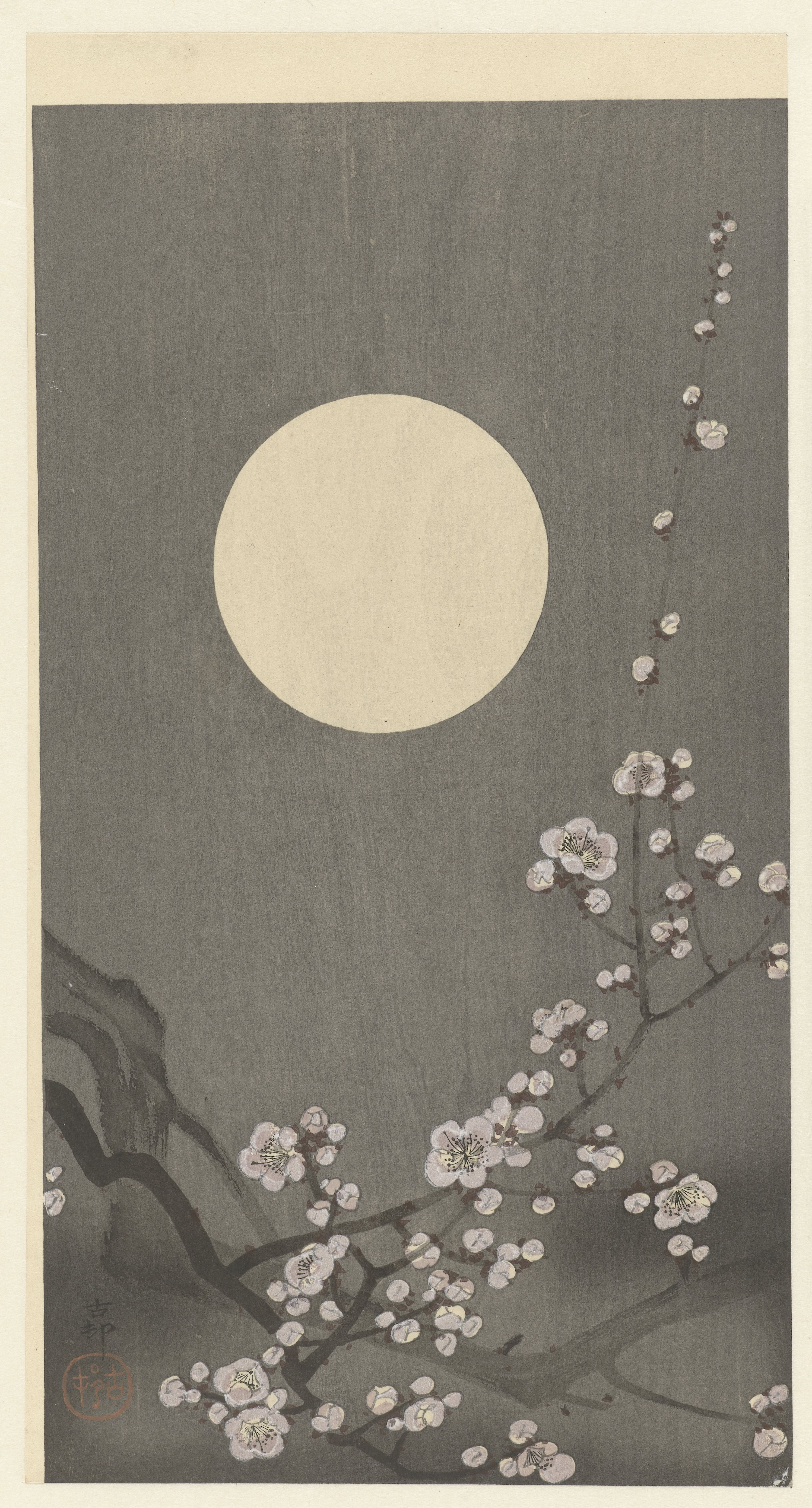
Bloeiende pruimenbloesem bij volle maan
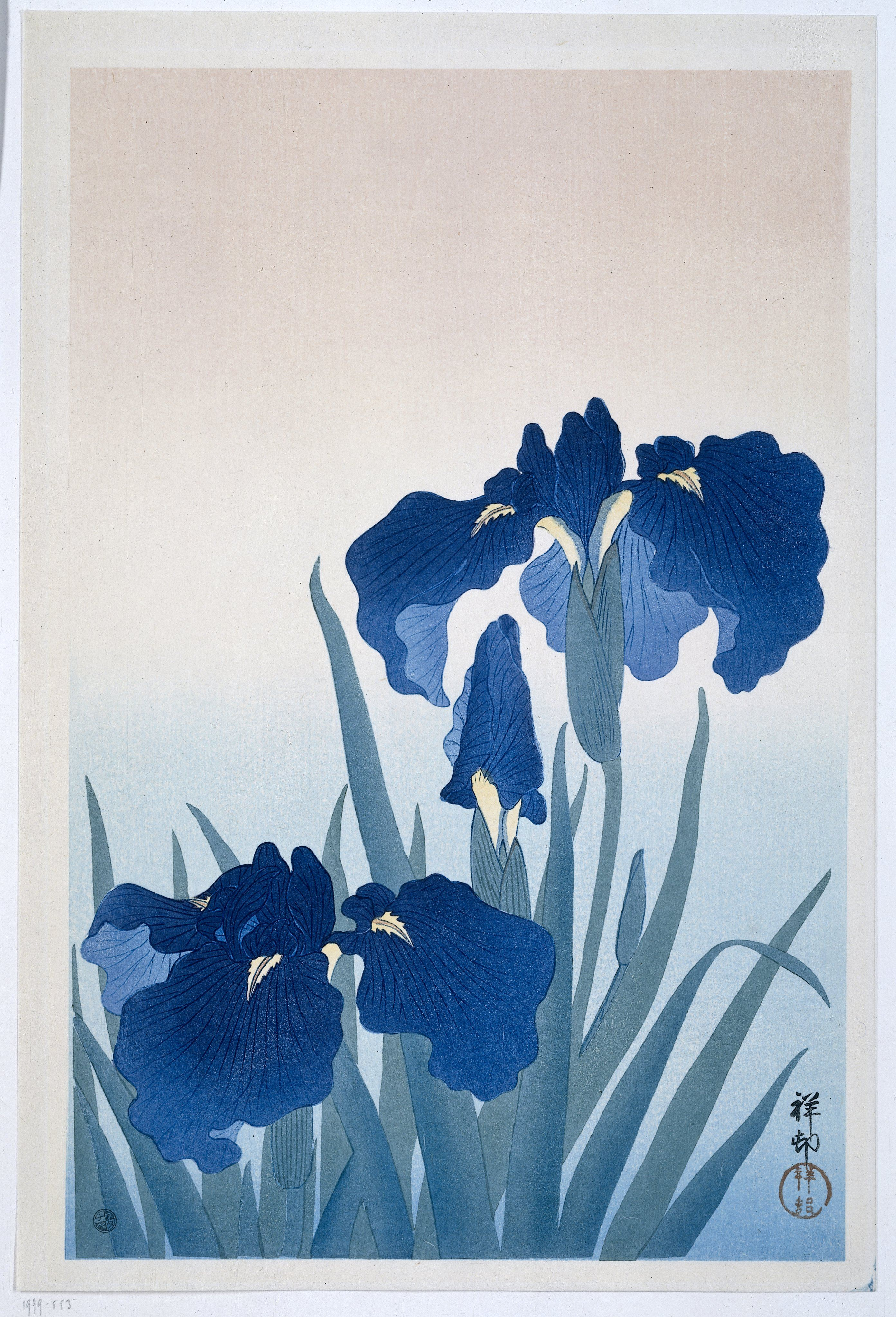
Irissen
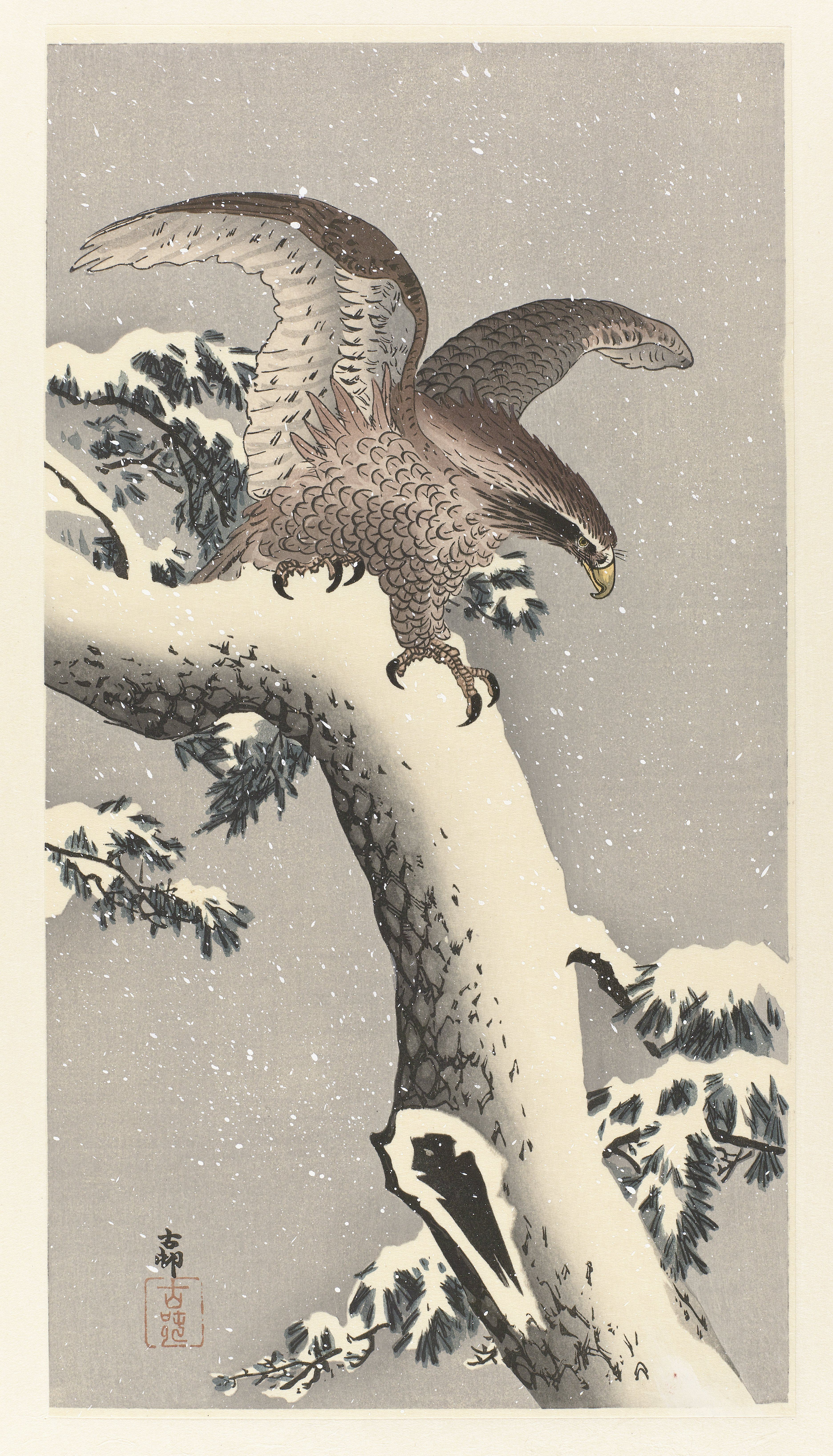
Arend op besneeuwde pijnboom
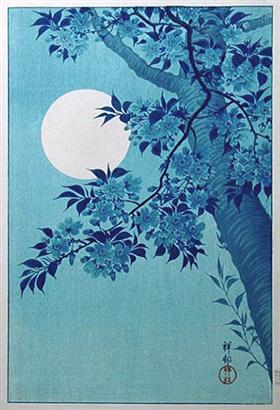
Kersenboom op een maanverlichte nacht
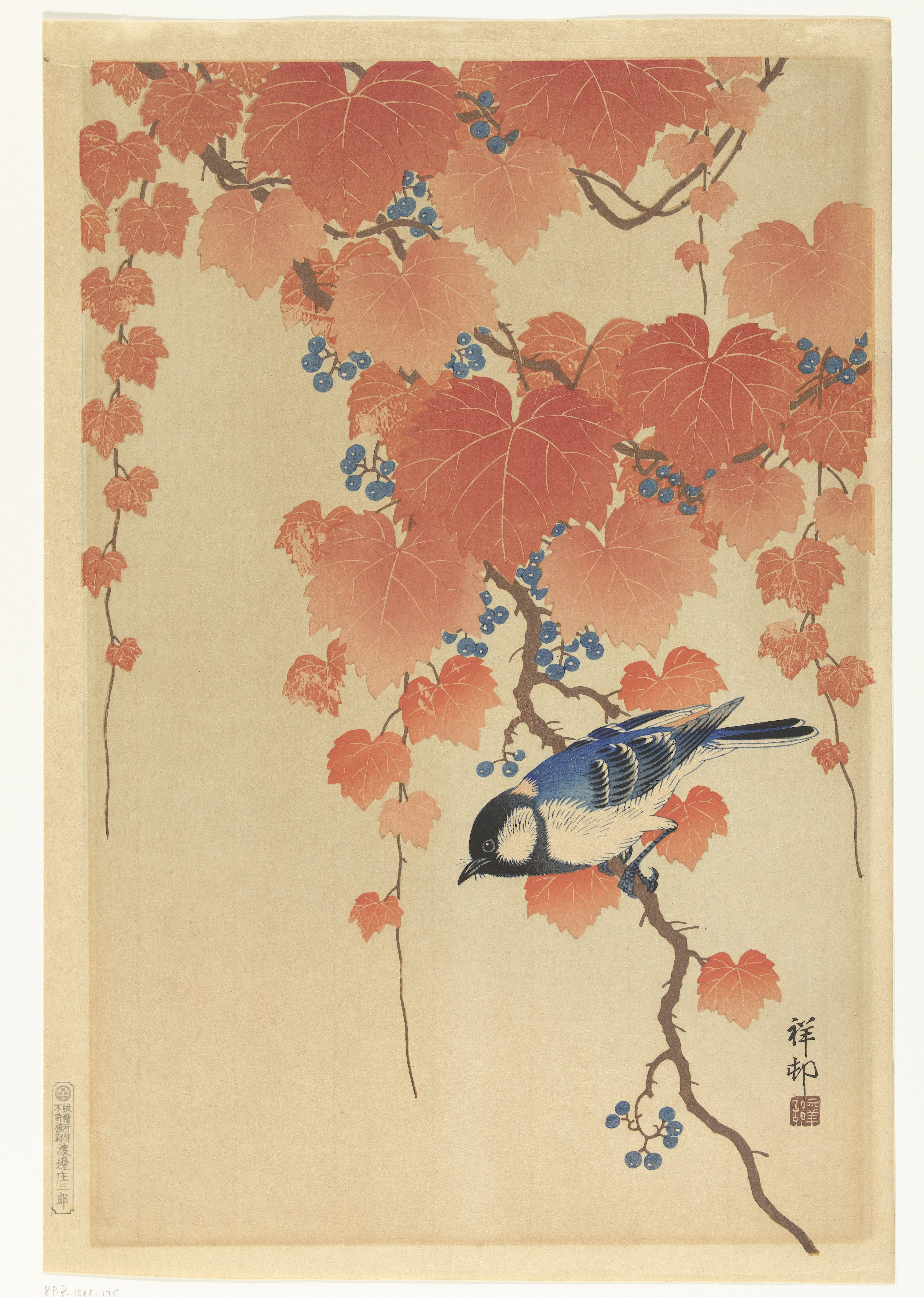
Koolmees op paulownia tak
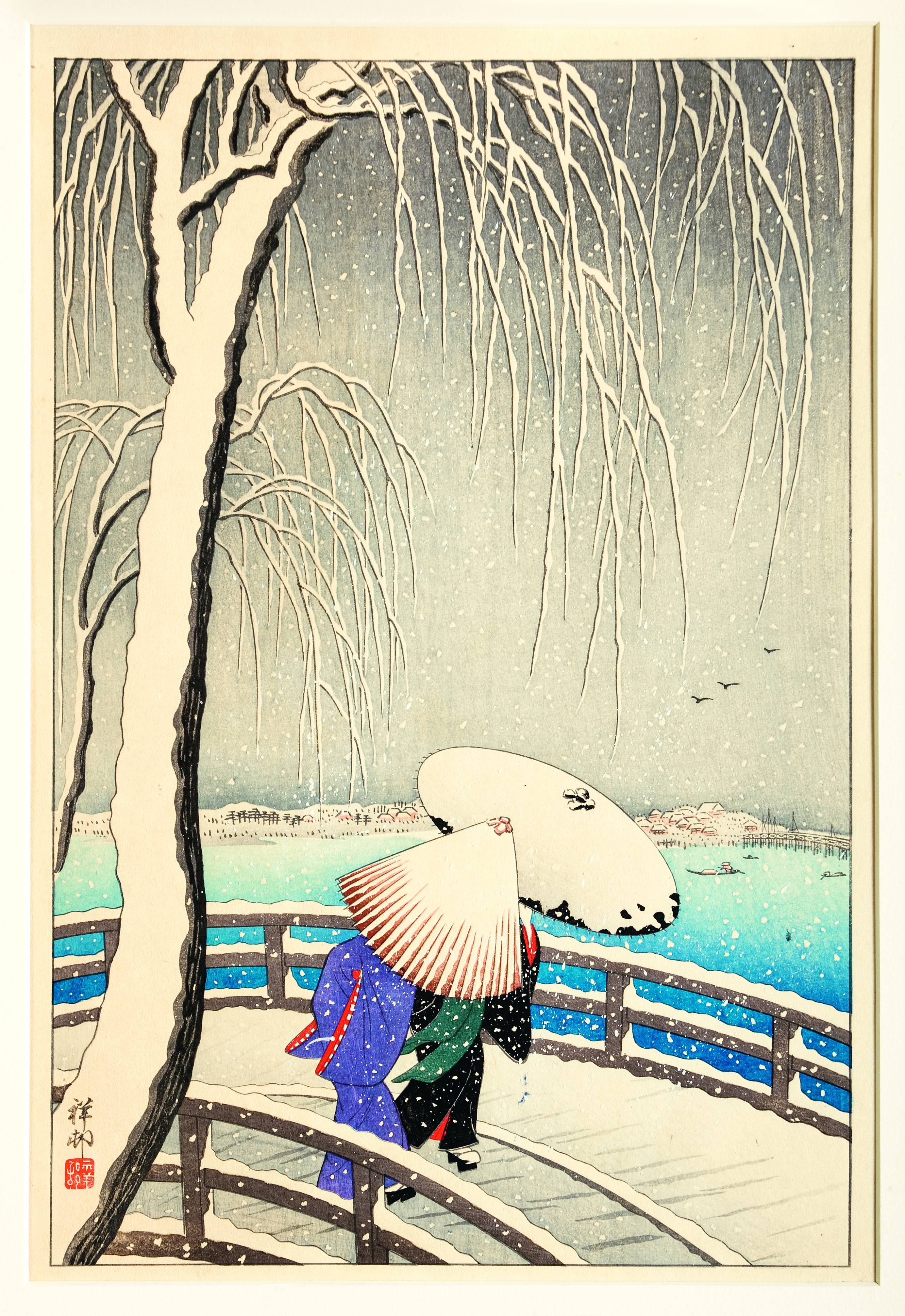
Twee vrouwen in de sneeuw op de Yanagi-brug
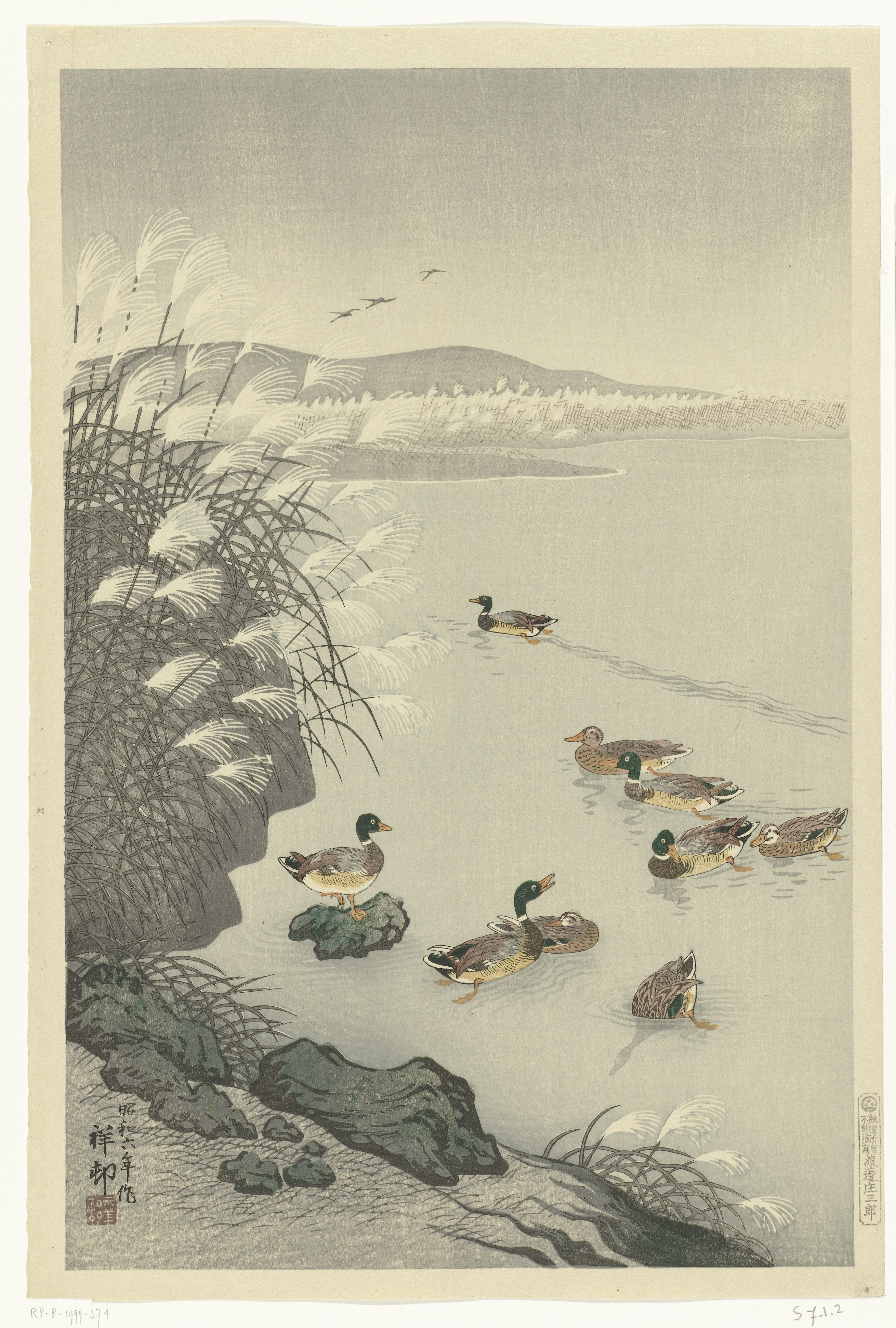
Eenden in het water
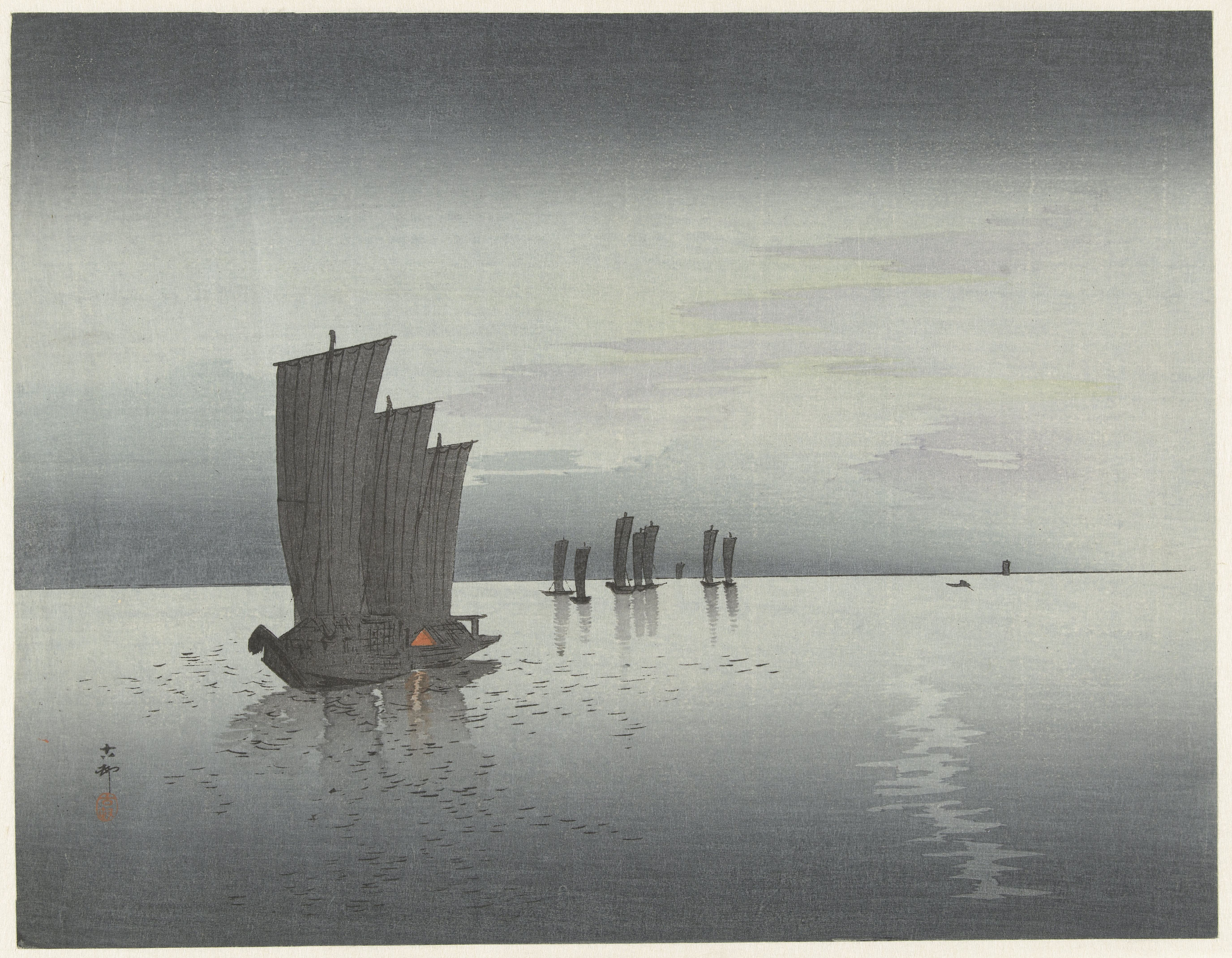
Vissersboten
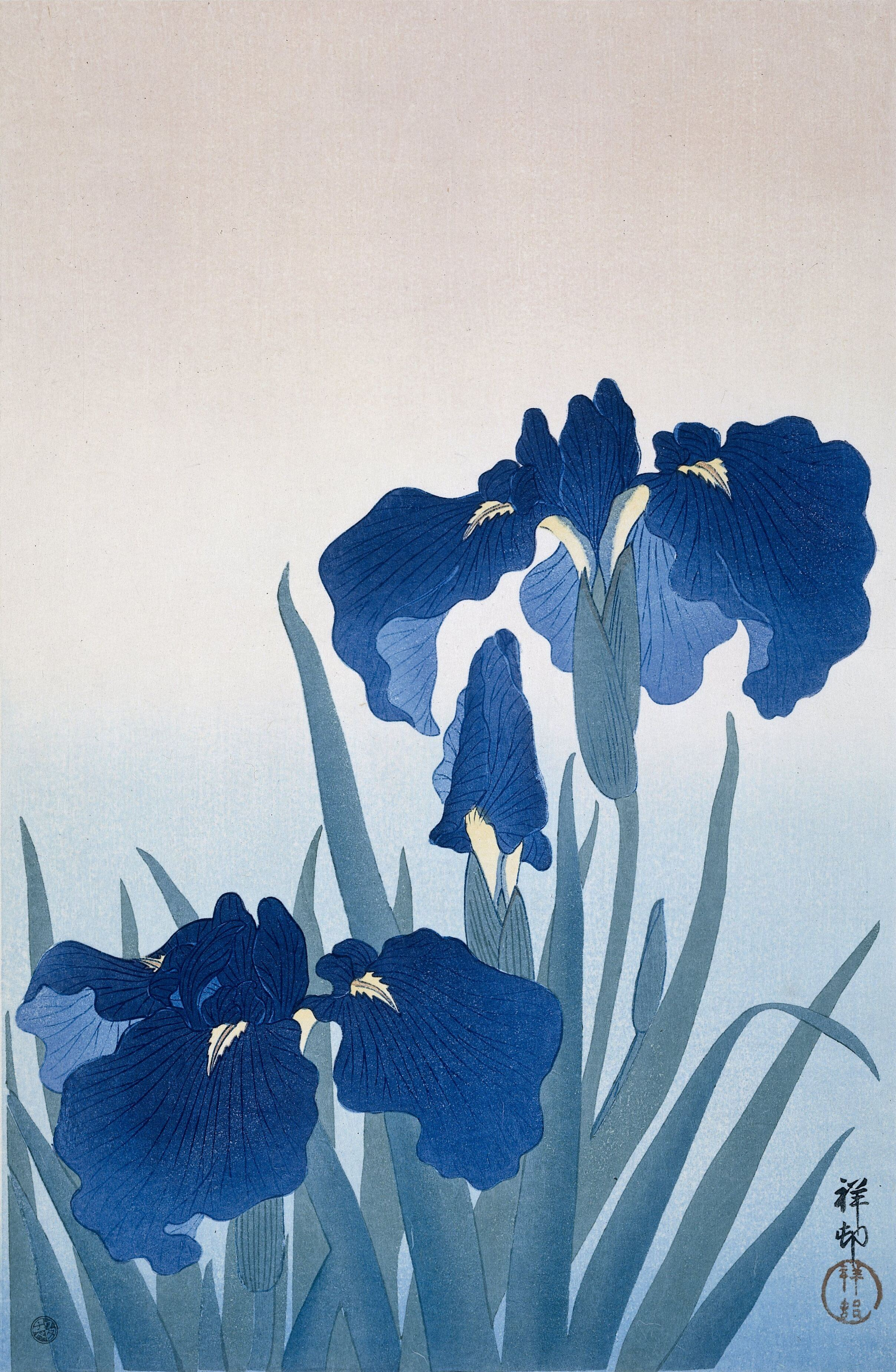

- Art Gallery of South Australia: 3062
- Bibliothèque nationale de France: cb14474543g (data)
- CiNii: DA17162914
- Stuttgart Database of Scientific Illustrators 1450–1950: 6215
- Gemeinsame Normdatei: 123884446
- International Standard Name Identifier: 0000 0000 5340 0666
- Library of Congress Control Number: no2002001742
- MusicBrainz: d668c389-7a9d-46e0-8949-a663f710d3ec
- Bibliotheek van het Japanse parlement: 00739910
- National Gallery of Victoria: 6836
- Nationale Bibliotheek van Israël: 987007434850305171
- Nederlandse Thesaurus van Auteursnamen: 21693057X
- RKD-Nederlands Instituut voor Kunstgeschiedenis: 223587
- Istituto Centrale per il Catalogo Unico: UM1V027694
- Système universitaire de documentation: 146986571
- Museum of New Zealand Te Papa Tongarewa: 59375
- Union List of Artist Names: 500331236
- Virtual International Authority File: 74771114
- WorldCat: E39PBJkXxmF8rxfQ749PjKDrMP